# Route nationale 1014
Die Route nationale 1014, kurz N 1014 oder RN 1014, ist eine Strecke bei Paris, die ca. einen Kilometer unterirdisch einem Teilstück der Autoroute A14 entspricht.

## Verlauf
Die Tunnelstrecke geht von der Route nationale 13 über unter dem Hochhausviertel La Défense. Die Strecke ist etwas kürzer als ein Kilometer, bis sie im Gemeindegebiet von Courbevoie an die A14 anschließt.